# Aldeonte
Aldeonte er en by og kommune i det centrale Spanien i provinsen Segovia. Den har et indbyggertal på 55 (2024) indbyggere.